# Rafael Flores Mendoza
Rafael Flores Mendoza (Guadalupe, Zacatecas; 5 de octubre de 1968) es un político y abogado mexicano. Actualmente se desempeña como parte del gabinete ampliado del gobierno de Delfina Gómez en el Comité de Planeación para el Desarrollo del Estado de México.
Fue Secretario de Turismo del Estado de Zacatecas de 2007 a 2010, Presidente Municipal de Guadalupe, Zacatecas de 2010 a 2013, Diputado en la LIX Legislatura del Congreso de la Unión y en la LXI Legislatura del Estado de Zacatecas de 2013 a 2016. En 2016 fue candidato por la gobernatura del Estado de Zacatecas y en 2018 al Senado de la República por la misma entidad federativa. Posteriormente se desempeñó como Jefe de la Oficina del Secretario de Educación Pública del Gobierno de México, Esteban Moctezuma.